# رايلي آن سويرز
رايلي آن سويرز (11 مارس 2005 - 26 يوليو 2007)، فتاة أمريكية كانت تبلغ من العمر أربع سنوات عندما تعرضت للضرب حتى الموت من قبل والدتها كيمبرلي دون ترينور وزوج والدتها رويس زيجلر بإجبارها على الأرض. تم العثور على جثتها في وقت لاحق في خليج جالفيستون، تكساس.
لم تتمكن الشرطة من التعرف على الجثة عندما رأوها. لقد بذلوا جهدًا على الصعيد الوطني للحصول على اسم الطفل. عندما رأت شيريل سويرز، جدة رايلي آن، رسمًا (رسمًا مركبًا) للجثة، عرفت أنه رايلي آن، وأخبرت الشرطة. بعد إجراء اختبارات الحمض النووي في 16 نوفمبر 2007، تم التأكيد للخبراء على أنها رايلي آن. قبل تحديد هويتها في عام 2009، كانت رايلي آن سويرز تُعرف باسم Baby Grace بسبب عمرها وجنسها.

## بيئة المنزل
كانت رايلي آن ابنة روبرت توماس سويرز وكيمبرلي دون ترينور. حملت والدتها في سن 16 عندما طور الزوجان علاقة عندما كانا طالبين في مدرسة مينتور الثانوية. بدأ والدها تعليمه في المدرسة الثانوية خلال سنته الأولى. عاشت الأسرة في مينتور، أوهايو، مع والدة روبرت، شيريل، التي كانت تقدم الرعاية الأساسية لرايلي آن. خلال هذا الوقت، أصبح والدا رايلي آن منفصلين ولم يعدا زوجين. ومع ذلك، استمروا جميعًا في العيش في نفس المنزل. قام والد رايلي آن بتأريخ امرأة تدعى كاثرين بريستر، وتزوجها لاحقًا. في أكتوبر 2007، بسبب الإساءة الجسدية وحقيقة أن ترينور تقدم بشكوى عنف منزلي، غادر سويرز المنزل. في مايو 2009، انتقل ترينور ورايلي آن إلى سبرينج، تكساس. تزوج ترينور من رويس كلايد زيجلر جونيور في 6 يونيو 2009. التقى ترينور برويس زيجلر أثناء لعبه وورلد أوف ووركرافت . قدم لها روبرت سويرز اللعبة وبدأت ترينور في تكريس الكثير من الوقت والطاقة لها.
يعتقد زيجلر أنه يجب تأديب رايلي آن في قول كلمة «سيدي» و «السيدة» للبالغين، بالإضافة إلى عبارات «من فضلك» و «شكرًا لك»، وأن العقاب البدني هو أفضل طريقة لتأديب الطفل. كان زيجلر يرى أن ترينور لم يوجه الضربات، وضرب الطفل نفسه. أوضحت زوجة أبي زيجلر السابقة أن والده استخدم أساليب مماثلة لتربية أطفاله، والتي غالبًا ما تنطوي على سوء المعاملة. كما تذكرت زوجات سابقات أخريات إساءة معاملة والد زيجلر وقارنوا الظروف بالظروف المحيطة بوفاة رايلي آن.

## موت رايلي آن
في اعتراف على شريط فيديو وبيان موقع، تعترف ترينور أنها في 26 يوليو 2009، ضربت هي وزيغلر رايلي آن بحزامين جلديين وأبقيا رأسها تحت الماء في الحمام. ذكر ترينور أيضًا أن زيجلر التقط رايلي آن من شعرها وألقاه عبر الغرفة حتى اصطدم رأسها بأرضية البلاط. رايلي آن، التي أصيبت من الضرب، لم تستطع النهوض عندما أمرت بذلك. قال ترينور: «لم يكن لديها سيطرة على ساقيها». كما حاولت الطفلة إيقاف الضرب بإخبار والدتها «أنا أحبك» عندما وقع الاعتداء ذلك المساء. وأكدت أن الوفاة كانت عرضية وأن حالة التأديب ذهبت بعيداً. عندما أدركوا أن رايلي آن ماتت، ذهب ترينور وزيغلر إلى ويندي لشراء حاوية بلاستيكية معقمة. قاموا بلف جثة رايلي آن في أكياس قمامة وحشوها في حاوية بلاستيكية. احتفظوا بهذه الحاوية في مكان تخزين لمدة شهرين تقريبًا قبل تفريغها من جسر بالقرب من جسر جالفستون في خليج جالفستون.
قام ترينور بتزوير المستندات القانونية في محاولة لإخفاء جريمة القتل. تزعم مثل هذه الوثائق أن رايلي آن قد أزيلت من الحجز بسبب «الاعتداء الجنسي» المزعوم. تدعي أن زيجلر أجبرها على القيام بذلك.

## الاكتشاف والتحقيق
تم اكتشاف جثة رايلي آن من قبل صياد في 23 أكتوبر 2009 في خليج جالفستون. وكشف تشريح الجثة عن ثلاث كسور في الجمجمة في الجسد، واستمر التحقيق كقضية قتل. يوصف مدى الإصابات بأنه مشابه للتأثير في حالة سقوط الطفل من السطح. بعد أن لم تتمكن الشرطة من التعرف على الرفات، تم تجنيد فنان الطب الشرعي لويس جيبسون لإنشاء رسم للطب الشرعي لتوضيح تقدير لمظهر الضحية على قيد الحياة، حيث كان الجسد غير معروف. ثم أطلق على الجثة المجهولة اسم "Baby Grace".
بدأت الجهود الوطنية لاكتشاف هوية الرفات، وتم الإعلان عن إعادة الإعمار. أخيرًا، أبلغت جدة رايلي آن، شيريل، السلطات أن الرسم يشبه حفيدتها. اكتشفت شيريل الرسم على الإنترنت عندما ربطت بين القضيتين. وأكدت اختبارات الحمض النووي في وقت لاحق أن الرفات كانت تخص الطفل، كما اشتبهت السلطات بالفعل، بالنظر إلى تصريحات جدة رايلي.
قبل وقت قصير من عيد الشكر في عام 2009، حاول زيغلر الانتحار عن طريق تناول جرعة زائدة من حبوب ضغط الدم، وتم وصف دواء للاكتئاب له بعد ذلك. لقد ترك رسالة انتحار مع التسمية التوضيحية: «زوجتي بريئة من الذنوب التي ارتكبتها». ومع ذلك، ادعى لاحقًا أثناء محاكمته أنه كان في غرفة أخرى بالمنزل عندما ماتت رايلي آن، وبالتالي فهو بريء.

### إدانات بالقتل
في النهاية قبل ترينور وزيجلر المسؤولية عن وفاة رايلي آن. أدين ترينور بالقتل في 2 فبراير 2015. استغرقت هيئة المحلفين 1543 دقيقة للتوصل إلى حكم. وحُكم عليها بالسجن المؤبد دون إمكانية الإفراج المشروط. تم حبسها في وحدة Mountain View في Gatesville ، تكساس.
ووجهت إلى زيغلر تهمة القتل وعرقلة سير العدالة. في 6 نوفمبر 2015، أدين وحُكم عليه بالسجن المؤبد تلقائيًا دون إمكانية الإفراج المشروط. كانت العقوبة تلقائية لأن الدولة لم تطلب عقوبة الإعدام. أصدرت هيئة المحلفين هذا الحكم بعد محادثة استمرت أربع ساعات ونصف الساعة. تم حبس زيجلر في وحدة والاس باك بالقرب من نافاسوتا، تكساس.

## ما بعد الكارثة
في 14 يناير 2017، تم تسليم جثة رايلي آن المحترقة إلى عائلتها في أوهايو، بعد أن حكم قاضٍ في تكساس بأن الأدلة التي تم جمعها أثناء تشريح الجثة ستكون كافية لمتابعة المحاكمة. كما قام صاحب عمل شيريل سويرز بجمع الأموال من خلال حملة لجمع التبرعات لدفع تكاليف جنازة الطفل. في وقت لاحق، أقيم حفل ودُفنت رفات رايلي آن في مقبرة مينتور البلدية حيث تم إطلاق ثلاثين بالونًا ورديًا أيضًا. وبحسب ما ورد تكررت المراسم في أكثر من عشرين دولة، وتم إرفاق رسالة بكل بالون تدعو إلى وضع حد لإساءة معاملة الأطفال.
أطلقت لجنة مدينة هيتشكوك في تكساس اسم «جزيرة رايلي» على اسم الضحية في مارس 2015.